# CentOS
CentOS (The Community Enterprise Operating System) is een Linuxdistributie voor serversystemen. CentOS is gebaseerd op Red Hat Enterprise Linux (RHEL). Red Hat levert met RHEL een commercieel besturingssysteem voor professionele omgevingen, met bijbehorende ondersteuningscontracten. Omdat Red Hat RHEL onder de GPL moet uitbrengen, is de broncode eveneens beschikbaar. Daar maakt CentOS gebruik van om een vrije serverdistributie te publiceren. Verschillende andere distributies maken zelf weer gebruik van CentOS om specialistische Linuxservers te ontwikkelen.
Op 7 januari 2014 maakte Red Hat bekend dat het ging samenwerken met CentOS. Hiermee kwam tevens het eigendomschap van de naam CentOS bij Red Hat te liggen dat tevens de distributie Fedora actief ondersteunt.

## Versies
De huidige versie is CentOS 8.5.2111 Het versienummer van CentOS (8.5) komt overeen met de gebruikte versie van RHEL (8.5). De aanduiding 2111 verwijst naar jaar (2021) en maand (november) van de gebruikte RHEL-broncode.
CentOS wordt voor meerdere jaren voorzien van updates.
| CentOS versie | Releasedatum     | Eind ondersteuning |
| ------------- | ---------------- | ------------------ |
| CentOS 6.10   | 10 juli 2011     | 30 november 2020   |
| CentOS 7.9    | 7 juli 2014      | 30 juni 2024       |
| CentOS 8.5    | 19 november 2021 | 31 december 2021   |

CentOS is beschikbaar voor de twee meest gebruikte hardwareplatformen:
- i386 - bijvoorbeeld Intel Pentium en AMD Athlon;
- x86-64 - bijvoorbeeld AMD Opteron en Intel Xeon.

Daarnaast draaide CentOS 4 ook op:
- ia64 - Intel Itanium 2;
- s390 - IBM S/390 mainframe;
- s390x - IBM System Z mainframe;
- DEC Alpha.

## Installatie en beheer
Omdat CentOS is gebaseerd op Red Hat Enterprise Linux, maakt CentOS gebruik van de Anaconda-installer en RPM in combinatie met yum (Yellow dog Updater, Modified) voor softwarepakketbeheer.

## Special interest groups
Special interest groups (SIGs) zijn georganiseerde delen van de CentOS gemeenschap die bouwen aan gespecialiseerde varianten van CentOS, welke voldoen aan specifieke eisen. SIGs hebben de vrijheid om CentOS op verschillende manieren te wijzigen en verbeteren, zoals het toevoegen van speciale software, herbouwen van bestaande pakketten, voorzien in alternatieve desktopomgevingen, of het beschikbaar maken van CentOS op een niet-ondersteunde hardware-architectuur. Dit geeft de gemeenschap onder andere het beste van beide werelden — de stabiliteit van CentOS, en nieuwe technologie uit diverse open source-projecten.

## Distributies gebaseerd op CentOS
- BlueOnyx
- BlueQuartz
- ClearOS
- Elastix
- Endian Firewall
- Rocks Cluster Distribution
- SME Server
- Yellow Dog Linux
- EyesOfNetwork
- Fully Automated Nagios (FAN)